# Catocala nigra
Catocala nigra är en fjärilsart som beskrevs av Arnold Spuler 1907. Catocala nigra ingår i släktet Catocala och familjen nattflyn. Inga underarter finns listade i Catalogue of Life.